# Evy Poppe
Evy Poppe (Gand, 2 marzo 2004) è una snowboarder belga, specialista in slopestyle e big air.

## Biografia
Specialista in slopestyle e big air e attiva in gare FIS dal novembre 2017, la Poppe ha esordito in Coppa del Mondo il 9 gennaio 2021 giungendo 23ª in big air a Kreischberg e ha ottenuto il suo primo podio il 10 dicembre 2022 a Edmonton, classificandosi 2ª nella gara della stessa specialità vinta dalla canadese Jasmine Baird. Ha preso parte a una rassegna olimpica e a una iridata.

## Palmarès

### Giochi olimpici giovanili
- 1 medaglia:
  - 1 oro (slopestyle a Losanna 2020)

### Mondiali juniores
- 2 medaglie:
  - 1 oro (slopestyle a Krasnojarsk 2021)
  - 1 bronzo (big air a Krasnojarsk 2021)

### Coppa del Mondo
- Miglior piazzamento nella Coppa del Mondo generale di freestyle: 13ª nel 2023
- Miglior piazzamento nella Coppa del Mondo di big air: 5ª nel 2023
- Miglior piazzamento nella Coppa del Mondo di slopestyle: 18ª nel 2023
- 1 podio:
  - 1 secondo posto